# 慾望七人行
《慾望七人行》（英語：Desire Seven），2023年LINE TV推出的偶像劇，由許習德、張香香、董仔、康茵茵、古承頤、黃琳媛、奎丁領銜主演。LINE TV、LiTV 線上影視、愛奇藝國際站於2023年8月12日首播。